# Myōshin-ji

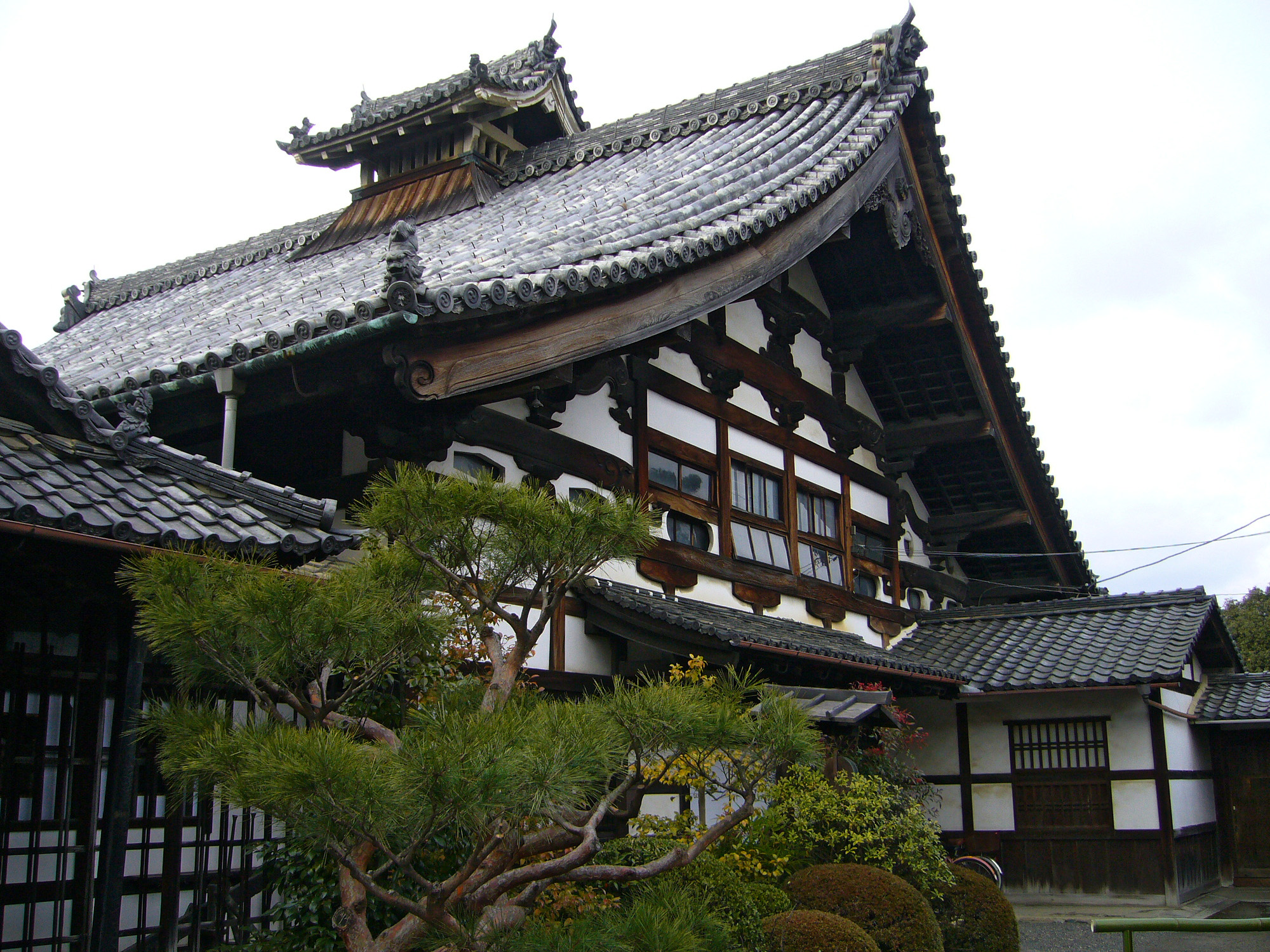
Shunkō-in au Myōshin-ji.

Le Myōshin-ji (妙心寺) est un temple situé à Kyōto au Japon. L'école Myōshin-ji du bouddhisme zen Rinzai est la plus grande école de Rinzai. Cette école dispose de plus de 3 000 temples à travers tout le Japon ainsi que de dix-neuf monastères.
Le premier temple fut fondé en 1342 par le maître Kanzan-Egen Zenji (1277-1360). La plupart des temples furent détruits pendant la guerre d'Ōnin en 1467 mais beaucoup ont été reconstruits depuis.

## Galerie

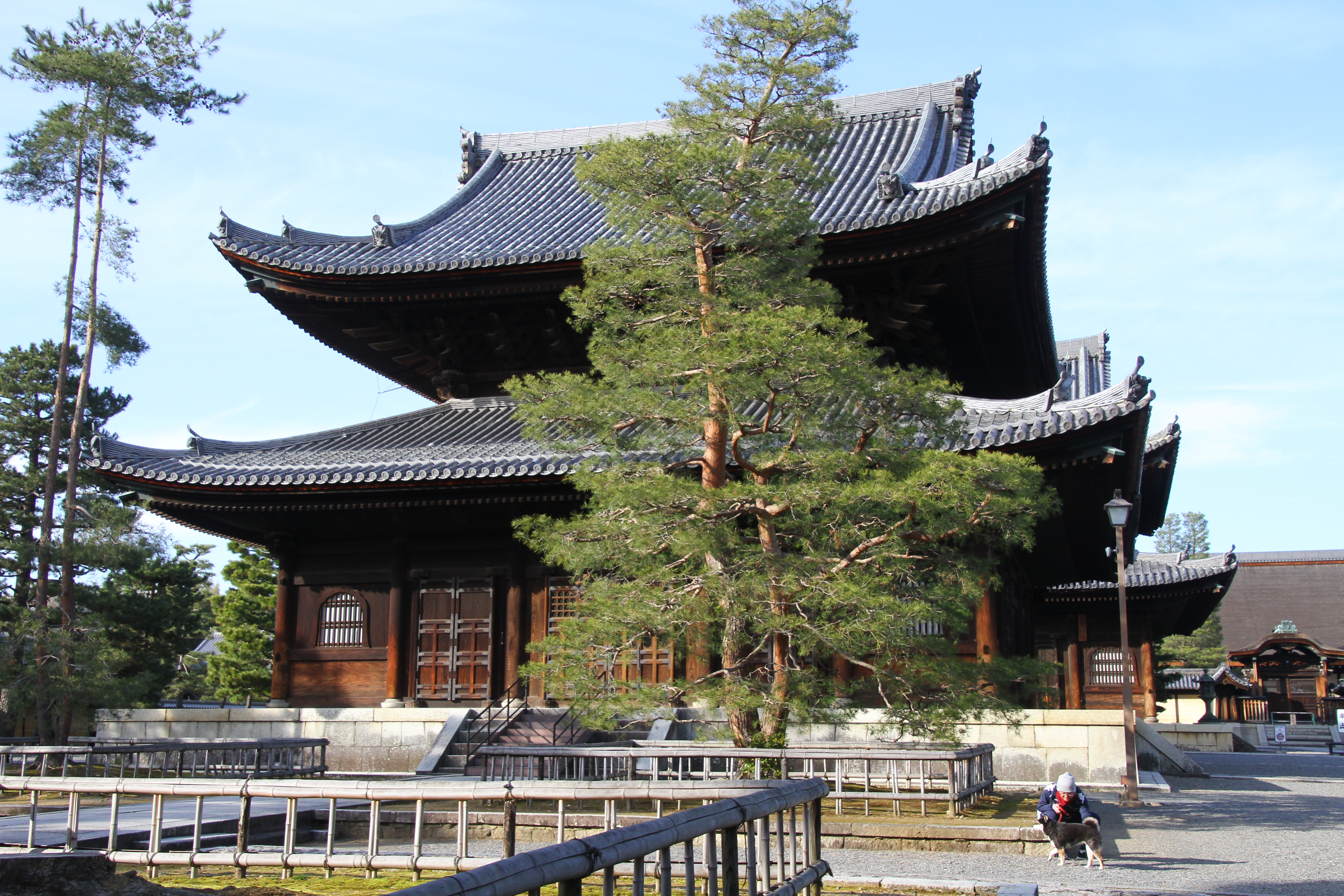
Butsuden ou grand hall.
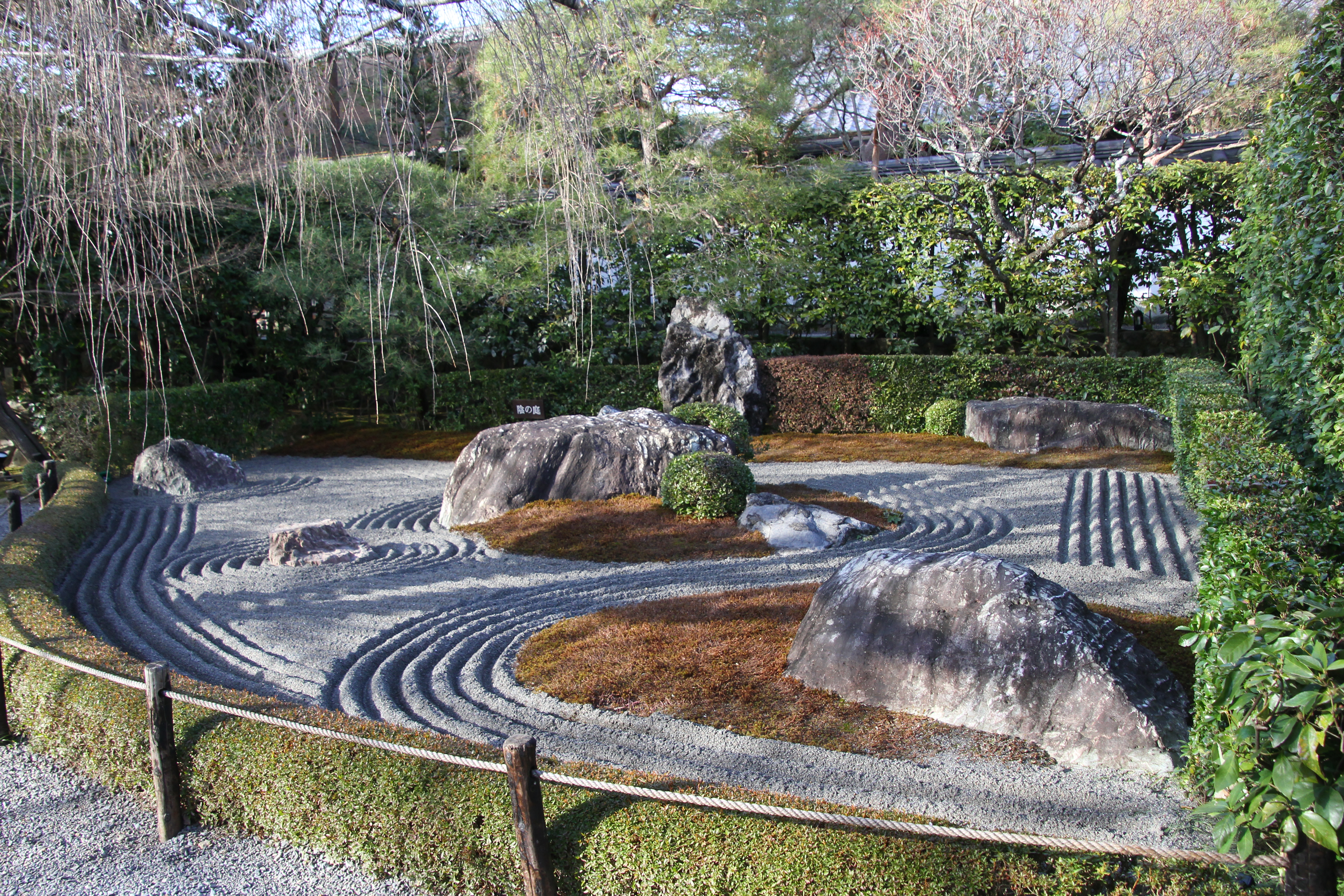
Jardin sec.
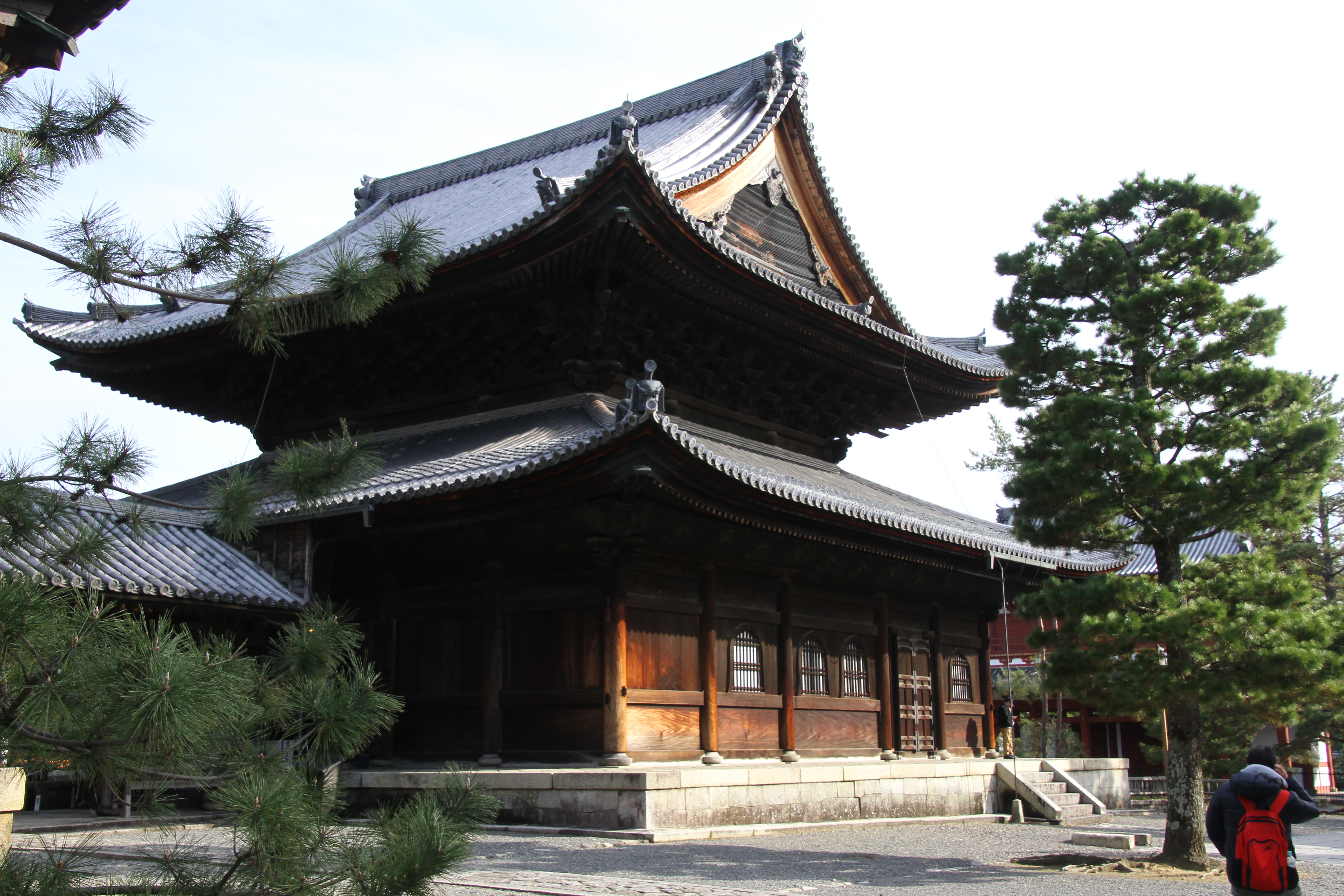
Hatto.
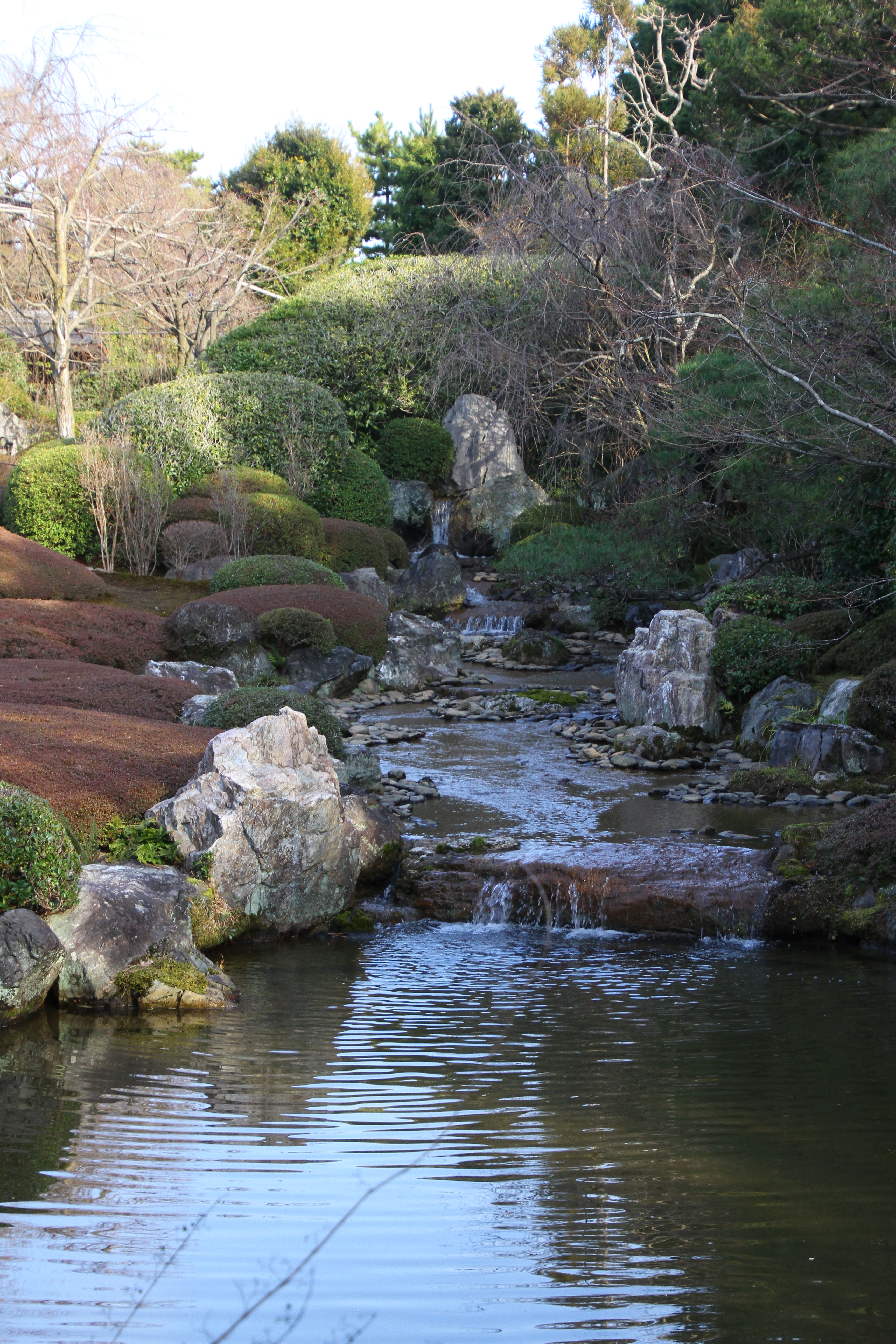
Cascade au jardin et plan d'eau.
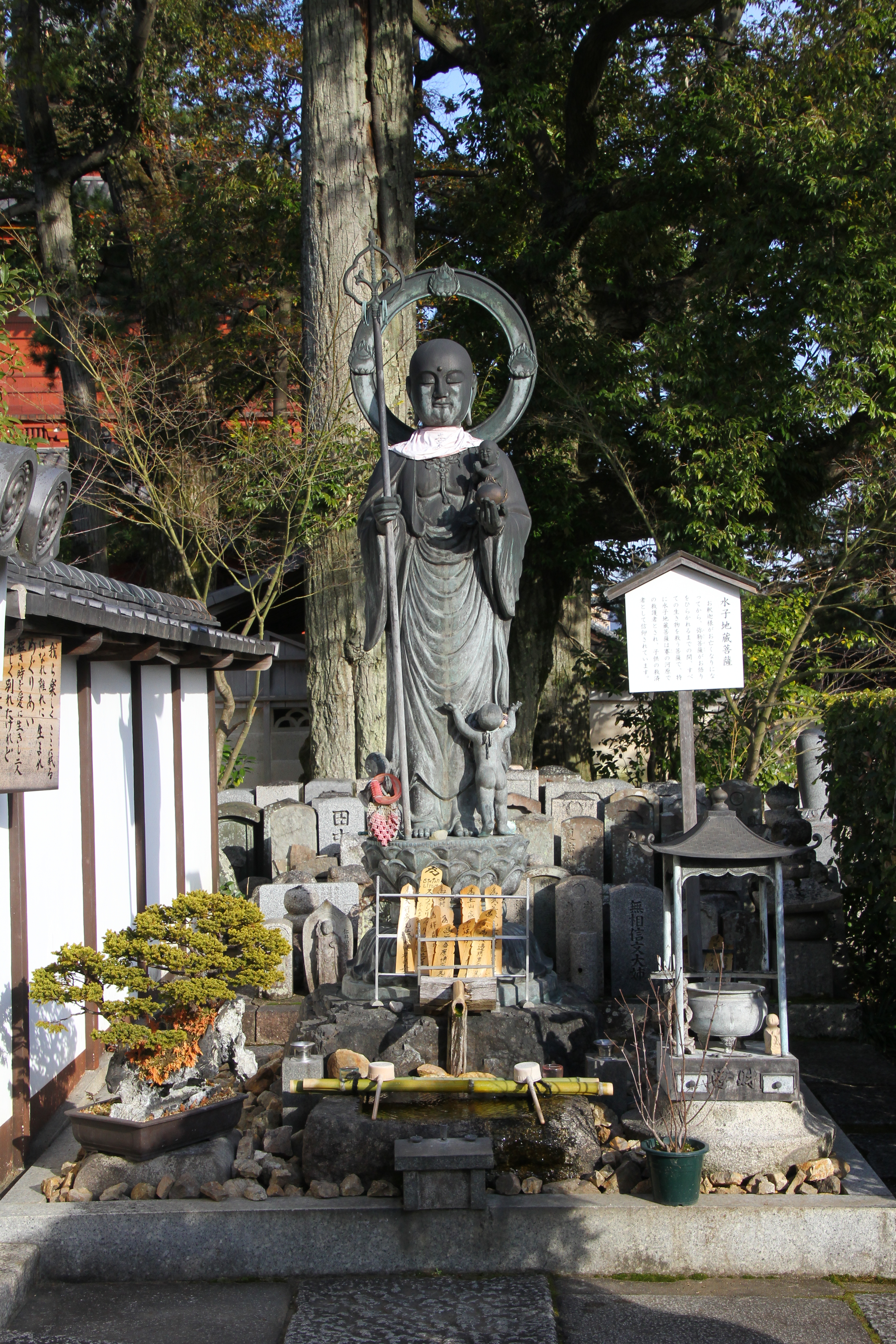
Statue au détour de l'allée.